# Fuipiano Valle Imagna
Fuipiano Valle Imagna är en ort och kommun i provinsen Bergamo i regionen Lombardiet i Italien. Kommunen hade 210 invånare (2018).